# Ministro para las Relaciones con las Comunidades Europeas
El ministro para las Relaciones con las Comunidades Europeas de España fue un cargo ministerial sin cartera que existió durante la presidencia de Adolfo Suárez con competencias en política de integración europea. Abarcó el periodo comprendido entre febrero de 1978 y febrero de 1981.

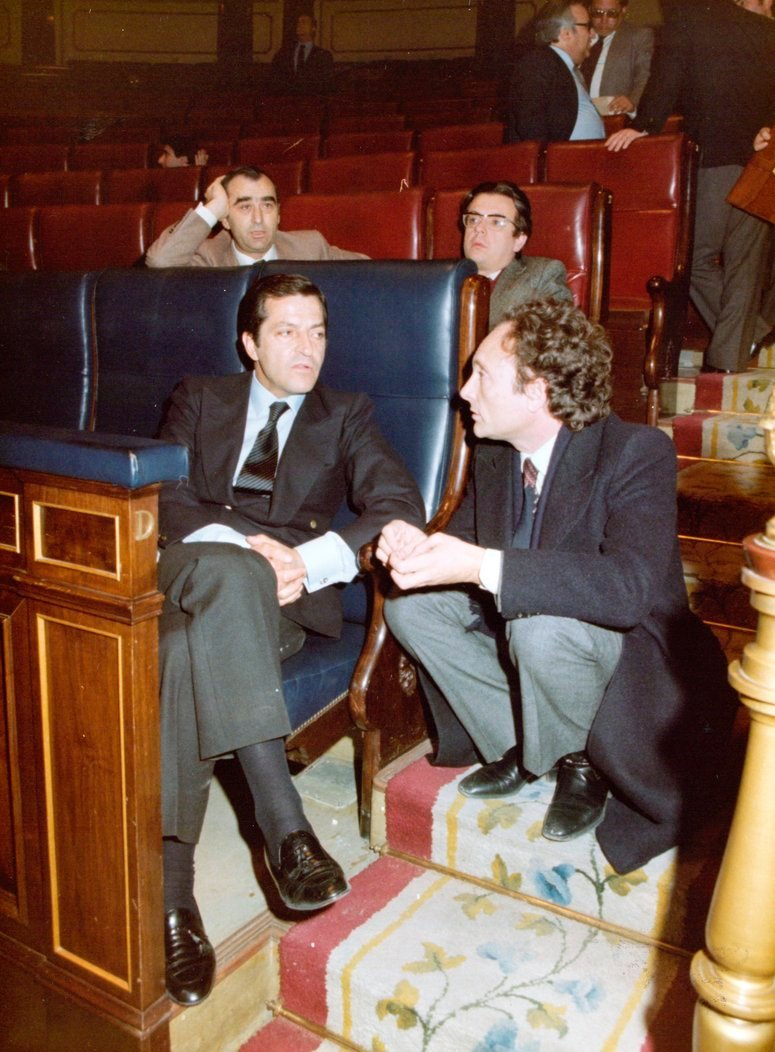
El presidente Adolfo Suárez conversando con Eduardo Punset, ministro de Relaciones con las Comunidades Europeas.

## Titulares
Únicamente dos personas asumieron esta posición:
- Leopoldo Calvo-Sotelo y Bustelo (10 de febrero de 1978 - 8 de septiembre de 1980).[1][2] Sin cartera.
- Eduardo Punset Casals (8 de septiembre de 1980 - 26 de febrero de 1981).[3] Ministro Adjunto, sin cartera.

## Historia
El cargo de Ministro para las Relaciones con las Comunidades Europeas fue una posición del Consejo de Ministros de España creado durante la transición política por el gobierno de Adolfo Suárez el 10 de febrero de 1978, para desaparecer el 27 de febrero de 1981, reconvertido en Secretaría de Estado para las Relaciones con las Comunidades Europeas dependiente del Ministerio de Asuntos Exteriores.
Fue creado cuando se estaba negociando el ingreso de España en la Comunidad Económica Europea para esta labor y para realizar un Programa de Información para explicar a la sociedad civil el precio que se iba a pagar por el ingreso. Durante los gobiernos de Pedro Sánchez, la esfera europea aumenta su relevancia ministerial denominándose el Departamento de Asuntos Exteriores como Ministerio de Asuntos Exteriores, Unión Europea y Cooperación.